# William Temple (archevêque)
Pour les articles homonymes, voir William Temple.
William Temple (15 octobre 1881, Exeter – 26 octobre 1944, Westgate-on-Sea) est un évêque anglican britannique. Il est archevêque de Canterbury de 1942 à sa mort, en 1944.

## Biographie
William Temple est le fils de Frederick Temple, lui-même archevêque de Canterbury de 1896 à 1902. Il fait ses études à Rugby et à Balliol College, à Oxford. Il enseigne la philosophie à Queen's College, puis est ordonné prêtre anglican en 1909. 
Il est recteur de l'église St James de Piccadilly de 1914 à 1918, évêque de Manchester de 1921 à 1929, archevêque d'York de 1929 à 1942, puis archevêque de Canterbury de 1942 à 1944. 
Partisan de l'œcuménisme, il est également le fondateur, avec le rabbin Joseph Hertz, du Conseil des chrétiens et des juifs (en), en 1942. 
Il est le premier primat d'Angleterre à avoir été incinéré.

## Publications
- Church and Nation (1915)
- Personal Religion and the Life of Fellowship (1926)
- Christianity and the State (1928)
- Nature, Man and God (1934)
- Men Without Work (1938)
- Readings in St. John's Gospel (1939/1940. Complète édition en 1945.)
- Christianity and the Social Order (1942)
- The Church Looks Forward (1944)